# César Pico
César Estanislao Pico Ayarragaray (Buenos Aires, 1895-ibídem, 1967) fue un médico, docente y filósofo argentino. Representante de la Argentina ante la UNESCO, sus ideas se inscriben dentro del nacionalismo católico de aquel país.

## Biografía
Pico realizó sus estudios secundarios en el Colegio del Salvador y se formó como médico en la Universidad de Buenos Aires. Se especializó en el campo de la inmunología, lo que le permitió trabajar durante varias décadas en el Instituto Nacional de Microbiología.
Más allá de su profesión, Pico cultivó el interés por la filosofía y la sociología. En 1922 fue uno de los creadores y organizadores de los Cursos de Cultura Católica. Allí difundió el pensamiento de Tomás de Aquino, entre jóvenes como Ernesto Palacio, Leopoldo Marechal, Héctor A. Llambías y Héctor Sáenz y Quesada. Luego se uniría al grupo de artistas e intelectuales Convivio y a la Academia Literaria del Plata. Escribió para publicaciones como La Fronda, La Nueva República, Número, Criterio y Baluarte.
Apoyó el golpe de Estado de 1930, que encabezó José Félix Uriburu, pero luego se convirtió en un crítico de la misma, integrándose al grupo Acción Republicana.
Admirador de la obra temprana de Jacques Maritain, se enfrentó sin embargo al filósofo francés cuando éste sostuvo que el catolicismo era incompatible con los movimientos nacionalistas revolucionarios por incurrir en el totalitarismo. Pico, al contrario, sostenía que esas fuerzas políticas se mostraban como la mejor alternativa al liberalismo y al comunismo, y que todos los episodios totalitarios que habían protagonizado no eran más que casos aislados de carácter estratégico que no constituían verdaderamente la esencia del nacionalismo.
Preocupado por la avanzada del laicismo, participó de la fundación del Consorcio de Médicos Católicos y dirigió Iatria, la revista de la organización. Cuando se debatió en la agenda pública la cuestión del aborto argumentando que era un tema de salud pública que el Estado debía solucionar, Pico manifestó su oposición y señaló que el asunto era primeramente ético, por lo que lo rechazó plenamente.
Entre las páginas de Ortodoxia, Nueva Política y Sol y Luna realizó una encendida apología de la hispanidad. Ya por esa época se había volcado al estudio de la obra de José Ortega y Gasset, a quien admiraba.
Pico participó del Congreso de la Recuperación Nacional en 1943, el cual tenía por finalidad proclamar una candidatura presidencial nacionalista.
Fue profesor de filosofía y psicología es escuelas secundarias e institutos terciarios, y responsable de la cátedra de sociología de la Universidad Nacional de La Plata entre 1948 y 1955. El peronismo lo convocó para ser miembro de la Junta Nacional de Intelectuales junto a los escritores Gustavo Martínez Zuviría, Carlos Ibarguren y Delfina Bunge, el folklorólogo Juan Alfonso Carrizo, el pintor Cesáreo Bernaldo de Quirós, el compositor Athos Palma y el sacerdote y astrónomo Juan Antonio Bussolini. Pero en 1949, apenas un año después de haber asumido su lugar en la organización, se alejó del proyecto, el cual terminaría fracasando pocos años después.
Participó en 1949 del primer Congreso Nacional de Filosofía organizado en la ciudad de Mendoza. Su intervención versó sobre la causa formal de la sociedad. Esa tesis fue contestada por el filósofo Guido Soaje Ramos a través de las páginas de la revista Sapientia.
Cuando el gobierno del presidente Juan Domingo Perón legó a su fin en septiembre de 1955, Mario Amadeo —a la sazón titular del Ministerio de Relaciones Exteriores del gobierno sucesor— nombró a Pico como representante argentino ante la UNESCO, cargo que el médico llegó ocupar por un lapso de tan sólo dos meses.
Pico se pronunció a favor de la habilitación de universidades confesionales, el llamado debate laica o libre, y participó de la creación de la Universidad del Salvador, donde dictó clases.
Tras su fallecimiento en 1967, su viuda entregó el manuscrito de su libro Pensar para servir a la casa editora Eudeba, pero ésta nunca lo publicó como libro.